# Slavutič
Slavutič (ukrajinsko: Славу́тич) je mesto na severu Ukrajine, ki je bilo namensko zgrajeno za nastanitev delavcev iz Černobilske jedrske elektrarne. Mesto je bilo zgrajeno po černobilski nesreči leta 1986 zaradi evakuacije Pripjata, kjer so pred nesrečo živeli delavci elektrarne. Mesto leži v eksklavi Kijevske oblasti, obkroženi s Černigovsko oblastjo. Od leta 2020 v mestu živi približno 24.784 prebivalcev.